# Copa Americana de Pueblos Indígenas
La Copa Americana de Pueblos Indígenas es el principal torneo internacional masculino de fútbol Indígena en Sudamérica.
La selección campeona vigente es Paraguay. Hasta el momento, este campeonato ha sido conquistado por una de las ocho selecciones del subcontinente —Paraguay con uno—.

## Campeonatos
Esta tabla muestra los principales resultados de las diversas ediciones de la Copa Americana de Pueblos Indígenas. Para más información sobre un torneo en particular, véase la página especializada de ella en Detalles.
| Año          | Sede  |          | Campeón | Final Resultados | Subcampeón |                | Tercero | Resultados | Cuarto |
| 2015 Detalle | Chile | Paraguay | 1:0     | Colombia         | Chile      | 3:3 (8:7 pen.) | Bolivia |            |        |

### Palmarés
La lista a continuación muestra a los equipos que han estado entre los cuatro mejores de alguna edición del torneo. En negrita, se indica el torneo en que el equipo fue campeón.
| Selección | Campeón  | Subcampeón | Tercer lugar | Cuarto lugar |
| --------- | -------- | ---------- | ------------ | ------------ |
| Paraguay  | 1 (2015) | 0          | 0            | 0            |
| Colombia  | 0        | 1 (2015)   | 0            | 0            |
| Chile     | 0        | 0          | 1 (2015)     | 0            |
| Bolivia   | 0        | 0          | 0            | 1 (2015)     |

### Tabla histórica
Tabla histórica ordenada por la cantidad de puntos ganados por cada selección a lo largo de todas las Copas Americanas de Pueblos Indígenas celebradas hasta la fecha. Se consideran 3 puntos por partido ganado y 1 punto por empate.
| Equipo | Equipo    | Títulos | Pts | PJ | PG | PE | PP | GF | GC | Dif |
| ------ | --------- | ------- | --- | -- | -- | -- | -- | -- | -- | --- |
| 1      | Paraguay  | 1       | 11  | 5  | 3  | 2  | 0  | 16 | 3  | 13  |
| 2      | Colombia  | 0       | 10  | 5  | 3  | 1  | 1  | 13 | 8  | 5   |
| 3      | Chile     | 0       | 8   | 5  | 2  | 3  | 0  | 11 | 8  | 3   |
| 4      | Bolivia   | 0       | 7   | 5  | 2  | 2  | 1  | 10 | 10 | 0   |
| 5      | Perú      | 0       | 3   | 3  | 1  | 1  | 1  | 8  | 7  | 1   |
| 6      | Ecuador   | 0       | 3   | 3  | 1  | 1  | 1  | 3  | 4  | -1  |
| 7      | Argentina | 0       | 0   | 3  | 0  | 0  | 3  | 2  | 5  | -3  |
| 8      | México    | 0       | 0   | 3  | 0  | 0  | 3  | 2  | 18 | -16 |

### Distribución de sedes
| # | País  | Años |
| - | ----- | ---- |
| 1 | Chile | 2015 |

### Participaciones por selección
- En negrita se muestran las ediciones en las que fueron campeones.
- En cursiva las ediciones en las que fueron locales.

| Part. | Selección | Edición |
| ----- | --------- | ------- |
| 1     | Argentina | 2015    |
| 1     | Bolivia   | 2015    |
| 1     | Chile     | 2015    |
| 1     | Colombia  | 2015    |
| 1     | Ecuador   | 2015    |
| 1     | México    | 2015    |
| 1     | Paraguay  | 2015    |
| 1     | Perú      | 2015    |